# صدرا (شيراز)
صدرا هي مدينة في مقاطعة شيراز، إيران. عدد سكان هذه المدينة هو 91,863 في سنة 2016.